# Górne Gołąbkowice
Górne Gołąbkowice – wschodnia część miasta Nowy Sącz, w rejonie ulicy Botanicznej. Jest to obszar zalesiony, słabo zaludniony.
Włączone do Nowego Sącza 1 lipca 1951 jako część miejscowości Gołąbkowice.